# Northlink Ferries

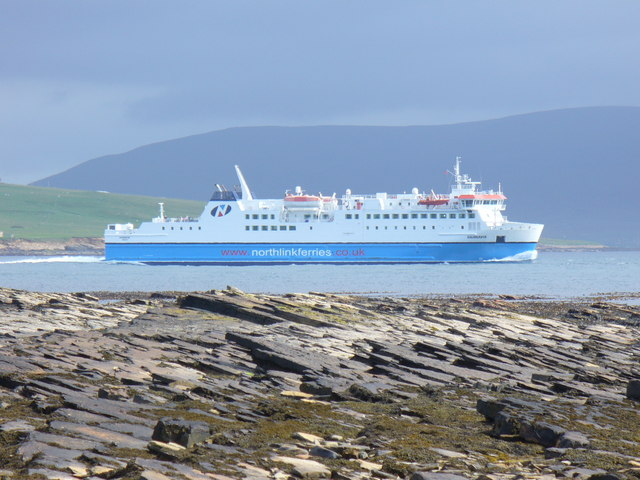
Ferry de Northlink Ferries

Northlink Ferries est une entreprise publique écossaise de transport maritime. Elle assure le transport par ferry de manière quotidien entre Kirkwall, Lerwick et Aberdeen. Elle est détenue par David MacBrayne Ltd qui est détenu par le Gouvernement écossais. Avant 1999, le service de ferry entre Aberdeen et les Northern Isles était détenue par l'entreprise P&O. L'entreprise NorthLink Ferries est créée en 2006.